# Yemassee
Yemassee település az Amerikai Egyesült Államok Dél-Karolina államában, Hampton megyében. Lakosainak száma 1080 fő (2020. április 1.).

## Népesség
A település népességének változása:

| 2010 | 1 027 |
| 2020 | 1 080 |